# The Masseuse
The Masseuse es una película pornográfica hecha en 1990 y protagonizada por Randy Spears y Hyapatia Lee.

## Secuelas y remakes
Una secuela, The Masseuse 2 se estrenó en 1994 y también ganó premios.[cita requerida]
Otra secuela, Masseuse 3 se estrenó en 1998 y también ganó premios incluyendo dos de AVN Award: Mejor Actriz de Reparto para Chloe y Mejor Escena-Película de Sexo en Grupo para Taylor Hayes, Mr. Marcus y Billy Glide.
Se hizo un remake de la versión original con el mismo guion en 2004 por Vivid Entertainment con Jenna Jameson y Justin Sterling como protagonistas. Ambas películas fueron dirigidas por Paul Thomas.

## Premios
- 1991 AVN Awards - Mejor Actor (Randy Spears), Mejor Actriz (Hyapatia Lee) & Mejor Guion - Film.[2]
- 2004 XRCO Award - Mejor Película[3][4]
- 2005 AVN Award - Mejor Película[2]
- 2006 AVN Award - Película Más Rentable del Año[2]